# Suzuki DR 500
Die Suzuki DR 500 ist eine Enduro des japanischen Fahrzeugherstellers Suzuki. Das Modell wurde 1981 erstmals auf den Markt gebracht. Innovationen waren die beiden Ausgleichswellen, die dem Motor zu einer hohen Laufruhe verholfen hat, sowie ein Zylinderkopf mit 4 Ventilen und patentierten TSCC Brennraum (Twin Swirl Combustion Chamber). Nach nur einem Jahr wurde der Nachfolger DR 500 S präsentiert. 1984 trat die Suzuki DR 600 die Nachfolge an.

## Motor
Der Antrieb besteht aus einem luftgekühlten Einzylinder-Viertaktmotor. Eine obenliegende Nockenwelle betätigt die vier Ventile. Der Motor hat 498 cm³ Hubraum und leistet 26 kW (36 PS) bei 6.500/min; das maximale Drehmoment beträgt 43 Nm bei 5.700/min. Das Benzin-Luft-Gemisch erzeugt ein Mikuni-35-SS-Slingshot-Vergaser. Der Tankinhalt beträgt 9 Liter, davon zwei Liter Reserve. Der Kickstarter hat eine Dekompressionsautomatik, welche das Anwerfen erleichtert.

## Fahrwerk
Der Rahmen wurde von der Suzuki DR 400 übernommen. Es ist ein Einrohrrahmen aus Stahl mit unter dem Motor gegabelten Unterzügen. Vorne federt eine 36 mm starke SHOWA-Telegabel mit 230 mm Federweg. Hinten ist eine nadelgelagerte Schwinge mit mehrfach verstellbaren Federbeinen (Twin Shocks) eingebaut. Der Federweg beträgt 220 mm.
Gebremst wird an beiden Rädern mit 150 mm großen Trommelbremsen. Die Speichenräder haben vorne die Größe 21 Zoll, hinten sind es 18 Zoll.

## Typische Schwachstellen
Der Hauptschwachpunkt der Suzuki DR 400-/DR 500-Modellreihe ist die serienmäßige Auspuffanlage, welche stark rostet. Viele Besitzer haben mit einer Nachrüstanlage, z. B. von Sebring oder M.S.R. Abhilfe geschaffen. Der Motor gilt bei guter Pflege als langlebig. Wichtig bei viel im Gelände gefahrenen Exemplaren ist der Zustand von Lenkkopf- und Schwingenlager.

## Gebrauchtmarkt
Das KBA weist für das Jahr 2014 für die Suzuki DR 500/DR 500 S einen Bestand von nur noch 121 zugelassenen Exemplaren aus. Davon sind viele Fahrzeuge aufgrund der damals aktiven Zubehörindustrie mit größeren Tanks und Nachrüst-Auspuffanlagen nicht mehr im Originalzustand.